# Staré purkrabství
Staré či Nejvyšší purkrabství je renesanční budova, která se nachází na Pražském hradě, ve dvoře odděleném zdí s branou od Jiřské ulice. Zadní stranou je obráceno do Zlaté uličky.

## Historie
V areálu purkrabství vznikaly po opevnění hradu románskými hradbami ve 12. století různé stavby. Ve východní části dnešního purkrabství to byla věž, zřejmě sídlo hradního kastelána, předchůdce úřadu purkrabího. Její zdivo se dochovalo až do výše prvního patra. Na západ od ní zřejmě stály dřevěné nebo hrázděné budovy.
Původní stavby nad románskými sklepeními byly nahrazeny novostavbou gotického paláce purkrabství. Ten musel být značně reprezentativní, sídlil v něm mladý Karel IV. (tehdy markrabí moravský) se svou družinou během úprav královského paláce (1335–1337). Z této fáze se zachovány tři valeně klenuté gotické místnosti v přízemí. Karel IV. o purkrabství píše ve svém životopise Vita Caroli (kapitola VIII), že zde několik let pobýval, než byl dostavěn velký palác. A připojuje podivnou historku z ledna 1335, kdy zde přespával při cestě z Křivoklátu na Moravu za otcem. Síň, kde spal i jeho komorník Bušek starší z Velhartic, byla osvětlena krbem (byla zima) a mnoha svícemi. V noci je probudily kroky a viděli číši, kterou někdo mrštil přes místnost proti zdi. Nikoho však v osvětlené místnosti neviděli, Bušek nikoho nikde nenašel a všechny dveře i okna byly zavřeny, příhoda tak zůstala nevysvětlena.
Po požáru Malé Strany a Hradčan v r. 1541 byla v letech 1553–1555 vystavěna stavitelem Giovanni Venturou současná budova. V následujících staletích docházelo k dílčím úpravám a úpravám přístavků. Větší rekonstrukce proběhla v první i v druhé polovině 19. století.
Purkrabství spolu se sousedními Lobkovickými konírnami (Malý lobkovický dům) bylo na počátku šedesátých let 20. století upraveno na Dům československých dětí a doplněno vestavbou na nádvořích purkrabství a sousedních koníren. Po roce 1989 zde sídlila galerie Leica, v roce 2015 byly novodobé vestavby kvůli špatnému technickému stavu odstraněny, zůstala zachována pouze keramická kašna.
Dnes v renesanční budově sídlí Muzeum hraček.

## Popis
Jedná se o dvoupatrovou budovu s předsazenou věží a fasádou zdobenou psaníčkovými sgrafity. Uvnitř se nachází dekorativně malovaný trámový strop a soudní místnost byla vyzdobena nástěnnou malbou Šalomounova soudu, která je přenesena do Starého paláce.